# فريدريش كارل جورج
فريدريش كارل جورج (بالإنجليزية: Friedrich Karl Georg Fedde)‏ (و. 1873 – 1942 م) هو عالم نبات من ألمانيا . ولد في فروتسواف .